# Убийство Юрия Волкова
Уби́йство Ю́рия Во́лкова — убийство 23-летнего ассистента режиссёра телеканала «Россия-2», произошедшее в ночь на 10 июля 2010 года в Москве. По подозрению в убийстве были задержаны трое уроженцев Чечни — Магомед Сулейманов, Бекхан Ибрагимов и Ахмедпаша Айдаев. Убийство вызвало общественный резонанс в Москве: несколько тысяч футбольных болельщиков почтили его память, комментарии сделали политики и чиновники.

## События в ночь на 10 июля
В ночь на 10 июля 2010 года Волков находился на Чистопрудном бульваре в компании знакомых (6 юношей и 2 девушек), возвращаясь с концерта. У входа на станцию метро «Чистые пруды» они начали прощаться. Там они подверглись нападению со стороны трёх уроженцев Чечни. Волков был убит ударом ножа, двое его спутников получили ножевые ранения. По словам знакомых Волкова, конфликт спровоцировали чеченцы (факт намеренной провокации был позже подтверждён в ходе следствия и в суде).
По заявлениям друзей пострадавших, на следствие в пользу подозреваемых оказывают давление влиятельные лица. Как заявил один из друзей Волкова, «когда мы пришли в милицию давать показания, задержанные из клетки показывали жестами, что перережут нам горло». Двое из подозреваемых были выпущены под подписку о невыезде.
Журнал «Русский репортёр» писал, что убитый работал ассистентом режиссёра на телеканале, занимался кикбоксингом и в спортклубе дружил с представителями разных национальностей.

## Следствие
По факту смерти Волкова возбуждено уголовное дело по признакам преступления, предусмотренного ч. 1 ст. 105 УК РФ («Убийство»). 27 июля 2010 года были арестованы подозреваемые, Ахмедпаша Айдаев, обвиняемый в убийстве, и Бекхан Ибрагимов, по обвинению в умышленном причинение тяжкого вреда здоровью, с Магомеда Сулейманова была взята подписка о невыезде.
По сообщению ряда СМИ, невеста одного из подозреваемых пыталась собирать деньги в социальной сети «ВКонтакте», чтобы подкупить следователей.

## Приговор
26 октября 2011 года присяжные в Мосгорсуде единогласно признали Ахмедпашу Айдаева виновным в умышленном убийстве, хулиганстве и побоях, а Бекхана Ибрагимова — в хулиганстве и нанесении лёгких телесных повреждений, решив, что обвиняемые не заслуживают снисхождения. Обвинение потребовало приговорить Айдаева к 20 годам лишения свободы, а Ибрагимова — к 8 годам заключения. 3 ноября судья Андрей Коротков определил наказание обоим преступникам.
10 ноября адвокат Абусупьян Гайтаев подал кассационную жалобу на приговор, в которой просил его отменить и направить дело на новое рассмотрение в ином составе суда. Поводом для обжалования приговора стали, по словам адвоката, «грубейшие процессуальные нарушения, допущенные в ходе судебного процесса, а также несоблюдение принципа состязательности и равноправия сторон». 20 января 2012 года судебная коллегия по уголовным делам Верховного суда РФ, рассмотрев кассационную жалобу на приговор по делу об убийстве Юрия Волкова, снизила сроки заключения обоим осужденным.
| Фамилия, ИО      | Дата ареста  | Статья обвинения                                                                          | Приговор Мосгорсуда от 3 ноября 2011 года                                                                           | Решение Верховного суда от 19 января 2012 года |
| ---------------- | ------------ | ----------------------------------------------------------------------------------------- | --- | ---------------------------------------------- |
| Ахмедпаша Айдаев | 27 июля 2010 | Ст. 105 УК РФ («Убийство») Ст. 213 УК РФ («Хулиганство») Ст. 116 УК РФ («Побои»)          | 17 лет лишения свободы в колонии строгого режима и дополнительное наказание в виде одного года ограничения свободы. | 16 лет и 10 месяцев                            |
| Бекхан Ибрагимов | 27 июля 2010 | Ст. 213 УК РФ и 115 УК РФ («Причинение лёгкого вреда здоровью из хулиганских побуждений») | 6 лет колонии общего режима.                                                                                        | 5 лет и 3 месяца                               |

## Реакция власти, депутатов и общественности
Ряд СМИ и журналистов сразу же после убийства выдвинули версию бытового криминального конфликта, подчёркивая участие ультраправых болельщиков. Так, портал информационно-аналитического центра «СОВА» писал: 

Есть версия, что погибший и другие участники драки со стороны москвичей придерживались ультраправых взглядов и более того, милиция не исключает, что конфликт был ими и спровоцирован. На праворадикальных форумах также упоминается, что Ю. Волков был причастен к ультраправому движению и предпринимаются попытки мобилизовать неонацистов для давления на милицию и прокуратуру.

Позже стало известно, что Ю. Волков имел отношение к фанатским группам «Спартака», однако ультраправым не был. Сама драка носила бытовой криминальный характер. Впрочем, уточненные данные обстоятельств драки не помешали ультраправым организациям продолжать спекулировать на теме убийства.

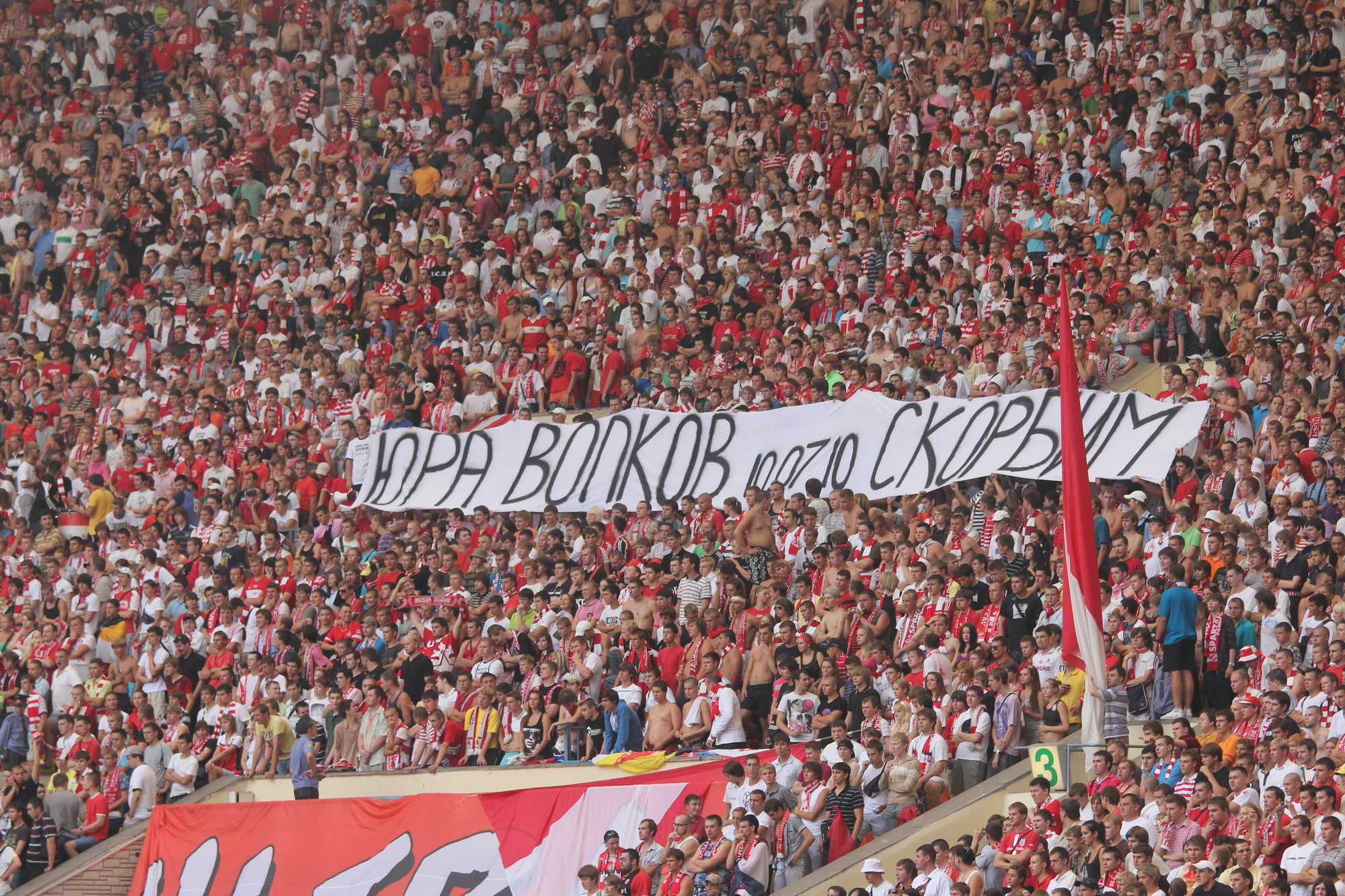
Баннер на трибунах «Спартака» в честь памяти Юрия Волкова

Болельщики ряда известных российских футбольных клубов провели несколько массовых акций памяти Волкова. Так, после футбольного матча «Спартак» — «Рубин» болельщики растянули по трибуне плакат «Юра, мы помним!». Память Юрия Волкова также почтили соответствующим баннером болельщики «Зенита» на матче своей команды против «Сибири».
Президент Чеченской республики Рамзан Кадыров в своём блоге назвал убийство «трагедией», отметив, что «гибель каждого молодого человека — фактически утрата для всей страны». Председатель комитета межрегиональных связей и национальной политики мэрии Москвы Михаил Соломенцев заявил, что убийство используется «некоторыми людьми для достижения своих деструктивных целей». По его мнению, событием может воспользоваться «группа провокаторов-политтехнологов» для разжигания межнациональной розни. 23 июля 2010 года лидер ЛДПР Владимир Жириновский направил в прокуратуру депутатский запрос, заявив, что «добропорядочные москвичи и гости столицы беззащитны перед агрессивно настроенными лицами, которые разгуливают с холодным оружием, выискивая, а зачастую и специально провоцируя конфликтные ситуации».
Генерал-майор полиции, доктор юридических наук Владимир Овчинский полагает, что в отличие от 1990-х годов «сейчас криминальную обстановку в Москве чеченцы не определяют». По его словам, нынешнее руководство Чечни «старается блокировать негативные тенденции со стороны этнических чеченцев» в других регионах.

## Последующие события
7 мая 2013 года решением Верховного суда Чеченской Республики Бекхан Ибрагимов был условно-досрочно освобождён. Из назначенного Верховным судом РФ срока в 5 лет, Бекхан провёл в заключении 2 года и 9 месяцев.
15 мая 2013 года появилась информация что Бекхан Ибрагимов обратился к Рамзану Кадырову с жалобой на сотрудника ОУФМС России по ЧР в Наурском районе за то, что тот потребовал у Ибрагимова три тысячи рублей за «скорость» выдачи паспорта. Ибрагимов был опознан на фотографии, выложенной в Instagram президентом Чечни Рамзаном Кадыровым 14 мая; личность Ибрагимова на этой фотографии подтвердил и его адвокат. Пресс-секретарь главы Чеченской республики Альви Каримов прокомментировал появление Ибрагимова в Instagram Рамзана Кадырова: «Рамзан Кадыров абсолютно не знал, был он осужден или нет. Но если бы он знал, что тот человек был осужден и освободился, то к нему надо было, наоборот, проявить больше внимания, чтобы тот быстро получил документы».